# شركة صن أوبتا
شركةصن أوبتا (SunOpta, Inc.) هي شركة متعددة الجنسيات للمواد الغذائية والمشروبات الغازية مقرها الرئيسي في كندا، وقد تأسست في عام 1973.

## نظرة عامة
شركة صن أوبتا هي شركة عالمية ركزت على منتجات الأغذية الطبيعية والعضوية والمتخصصة. وقد تخصصت الشركة في توريد وتصنيع وتعبئة وتغليف المنتجات الغذائية الطبيعية والغذائية العضوية المتكاملة من البذرة حتى المنتجات المعبأة؛ مع التركيز على نماذج الأعمال التجارية المتكاملة إستراتيجيًا ورأسيًا. وتركز العمليات الغذائية العضوية والطبيعية الرئيسية للشركة على عروض المنتجات ذات القيمة المضافة من الحبوب والألياف والفاكهة، والمدعومة من خلال البنية التحتية العالمية. تمتلك الشركة اثنين من الفروع القابضة غير الرئيسية، الأول بملكية تبلغ نسبتها 66.2٪ في شركة صن أوبتا للمواد المعدنية «الغازية» (Opta Minerals Inc.)، وهي مدرجة في بورصة تورنتو كشركة إنتاج وتوزيع وإعادة تدوير للمواد الصناعية الصديقة للبيئة، وأخرى بملكية أقلية في شركة ماسكوما (Mascoma Corporation)، وهي شركة مبتكرة في مجال الوقود الحيوي. بالإضافة إلى ذلك، استحوذت شركة صن أوبتا في عام 2007 على شركة تجارة المكونات العضوية الهولندية ترادين للزراعة العضوية (Tradin Organic Agriculture).